# Godsbana
En godsbana är en järnväg som domineras av godstrafik.[källa behövs] Det kan exempelvis vara en parallell sträckning till en järnväg med enbart persontrafik, då den senare har för brant stigning för godståg, eller för att separera långsamma godståg från snabbare persontåg. 

## Sverige
Ett exempel på en sådan godsbana i Sverige är Godsstråket genom Skåne, som går parallellt med en del av Västkustbanan.